# La Frontière invisible
La Frontière invisible est le huitième album de la série Les Cités obscures. Il est composé de deux tomes en couleurs et avec jaquette, qui parurent en 2002 et 2004. La première édition du deuxième tome est vendue avec une carte IGN de la Sodrovno-Voldachie.
Une édition intégrale reprenant les deux tomes parut en 2006  (ISBN 2-203-34324-9), 123 planches).

## Synopsis
Roland De Cremer, jeune adolescent et encore étudiant en cartographie, se voit proposer un poste au Centre de cartographie de Sodrovno-Voldachie. Il accepte le poste et, au terme d'un long voyage, découvre un univers totalement nouveau pour lui, aussi étrange qu'isolé du monde urbain.
Tandis qu'il franchit rapidement les échelons au sein du Centre, il fait la rencontre d'une femme, Shkôdra, qui trompera sa solitude, bouleversera profondément sa vision de cartographe, et aura d'importantes répercussions sur son avenir au Centre de cartographie.

## Analyse
La Frontière invisible est le voyage initiatique d'un adolescent qui découvre tout à la fois le monde professionnel, la vie loin de sa famille et les relations amoureuses. L'émerveillement du jeune homme se double d'une naïveté constante, qui le poussera à poursuivre aveuglément ses émotions en dépit des risques et des conséquences dramatiques qu'il encourt.
Le contexte politique de l'histoire est fortement marqué : le pouvoir en place, de type militaire et dictatorial, souhaite réécrire l'histoire et la géographie du monde pour assurer l'omnipotence de son pays, en sacrifiant les connaissances et les savoir-faire des plus savants. L'album est à ce titre très contemporain et fait penser à des conflits récents tels que l'éclatement de l'ex-Yougoslavie et aux nationalismes qui ont suivi.
L'album livre par ailleurs une réflexion sur l'arrivée à marche forcée de la technologie en remplacement des techniques artisanales, cette technologie étant plébiscitée par certains jeunes, en dépit des erreurs et des aberrations que certains changements peuvent provoquer.

## Adaptations
Cet album a fait l'objet d'une adaptation radiophonique mise en musique par Bruno Letort, enregistrée au théâtre des Bouffes du Nord en mars 2014 et diffusée sur France Culture le mois suivant.